# Duguetia odorata
Duguetia odorata (Diels) J.F.Macbr. – gatunek rośliny z rodziny flaszowcowatych (Annonaceae Juss.). Występuje naturalnie w Peru, Ekwadorze, Kolumbii, Gujanie, Surinamie oraz Brazylii (w stanach Acre i Amazonas). 

## Morfologia
PokrójZimozielone drzewo dorastające do 7–15 m wysokości. Gałęzie mają kolor od pomarańczowoczerwonego do purpurowobrązowego. Młode pędy są owłosione.
LiścieMają eliptyczny kształt. Mierzą 17–24 cm długości oraz 4–7 cm szerokości. Nasada liścia jest ostrokątna. Liść jest o spiczastym wierzchołku. Ogonek liściowy jest nagi i dorasta do 5–7 mm długości.
KwiatyZebrane po 2–3 w pęczki, rozwijają się na pniach i gałęziach (kaulifloria). Działki kielicha mają podłużny kształt i dorastają do 12–13 mm długości. Płatki mają żółtą barwę, osiągają do 13–15 mm długości. Kwiaty mają 50 słupków.

## Biologia i ekologia
Rośnie w wilgotnych wiecznie zielonych lasach, na terenach nizinnych.